# Retaliation, Revenge and Get Back
 Retaliation, Revenge and Get Back  is het eerste studioalbum van de Amerikaanse rapper Daz Dillinger. Het is een van de laatste albums uitgegeven door Death Row Records en de laatste in de G-funk stijl. Daarom wordt met dit album vaak het einde van het een tijdperk aangeduid.

## Kritieken
Het album bereikte een achtste plaats in de Amerikaanse Billboard 200 en kreeg 4 uit 5 sterren van The Source. USA Today waardeerde het album met 3 uit 4 sterren.

## Tracklist
1. "Gang Bangin' Ass Criminal" (featuring Kurupt, Soopafly, Tray Deee, Bad Azz, Techniec) 6:49
2. "It's Going Down" (featuring Kurupt, Prince Ital Joe) 4:46
3. "Playa Partners" (featuring B-Legit, Bo-Roc) 4:45
4. "It Might Sound Crazy" (featuring Too Short) 5:04
5. "Our Daily Bread" (featuring Kurupt, Prince Ital Joe) 3:50
6. "In California" (featuring Val Young) 5:06
7. "Initiated" (featuring 2Pac, Kurupt, Outlawz) 4:53
8. "Oh No" (featuring Tray Dee, J-Money) 4:51
9. "Retaliation, Revenge and Get Back" 4:39
10. "O.G." (featuring Snoop Dogg, Nate Dogg) 4:37
11. "Baby Mama Drama" (featuring Big C-Style, Lil' C-Style) 4:49
12. 'Only For U" (featuring Big Pimpin' Delemond, Val Young) 5:47
13. "Ridin' High" (featuring WC, CJ Mac) 4:43
14. "The Ultimate Come Up" (featuring MC Eiht, Bad Azz) 4:42
15. "Thank God For My Life" (featuring Bad Azz, Tray Dee, Soopafly, Big Pimpin' Delemond) 3:07
16. "Why Do We Bang" (Outro) 2:21
17. "Pimp City" (featuring Soopafly) (LP and cassette only bonus track, available on Soopafly: Dat Whoopty Woop) 5:10

## Samples
It's Going Down
- "Mos***up" van Just-Ice

Our Daily Bread
- "Do What I Feel (feat. The Lady of Rage)" van Tha Dogg Pound

In California
- "Beware of My Crew" van LBC Crew